# Laterita

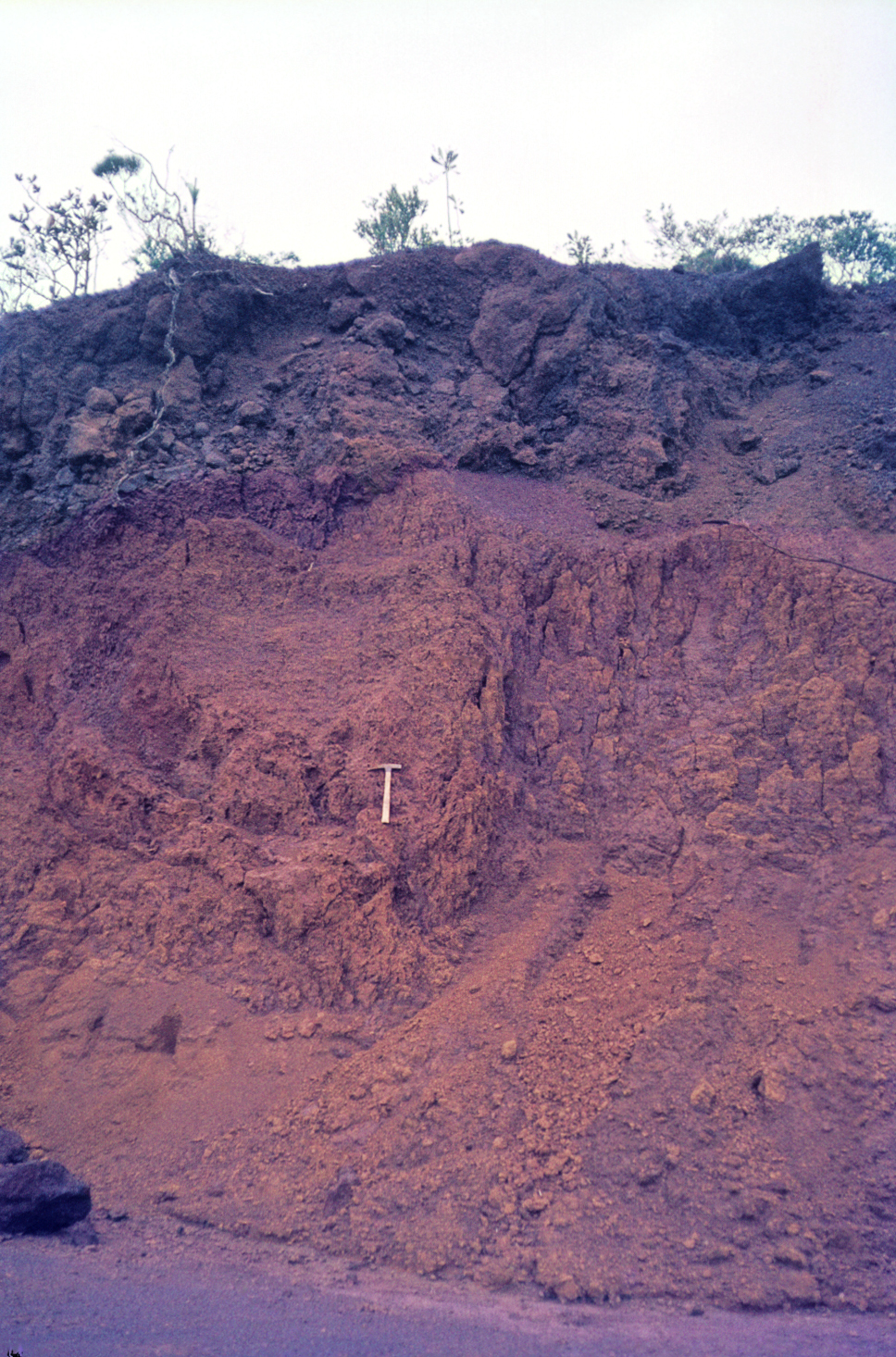
Limonita de níquel bajo una costra laterítica más oscura.

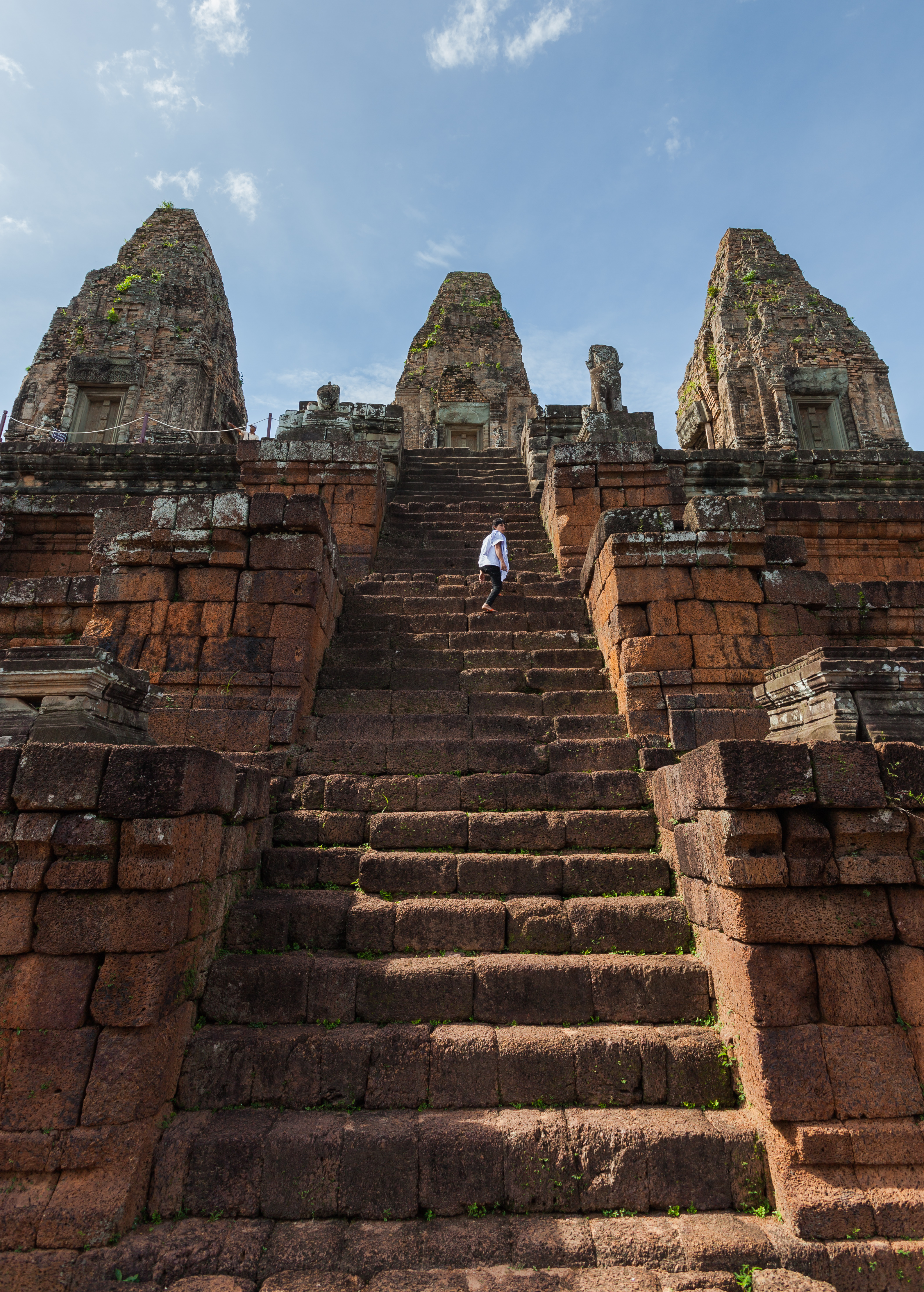
Ejemplo de construcción con laterita en Pre Rup, Angkor, Camboya.

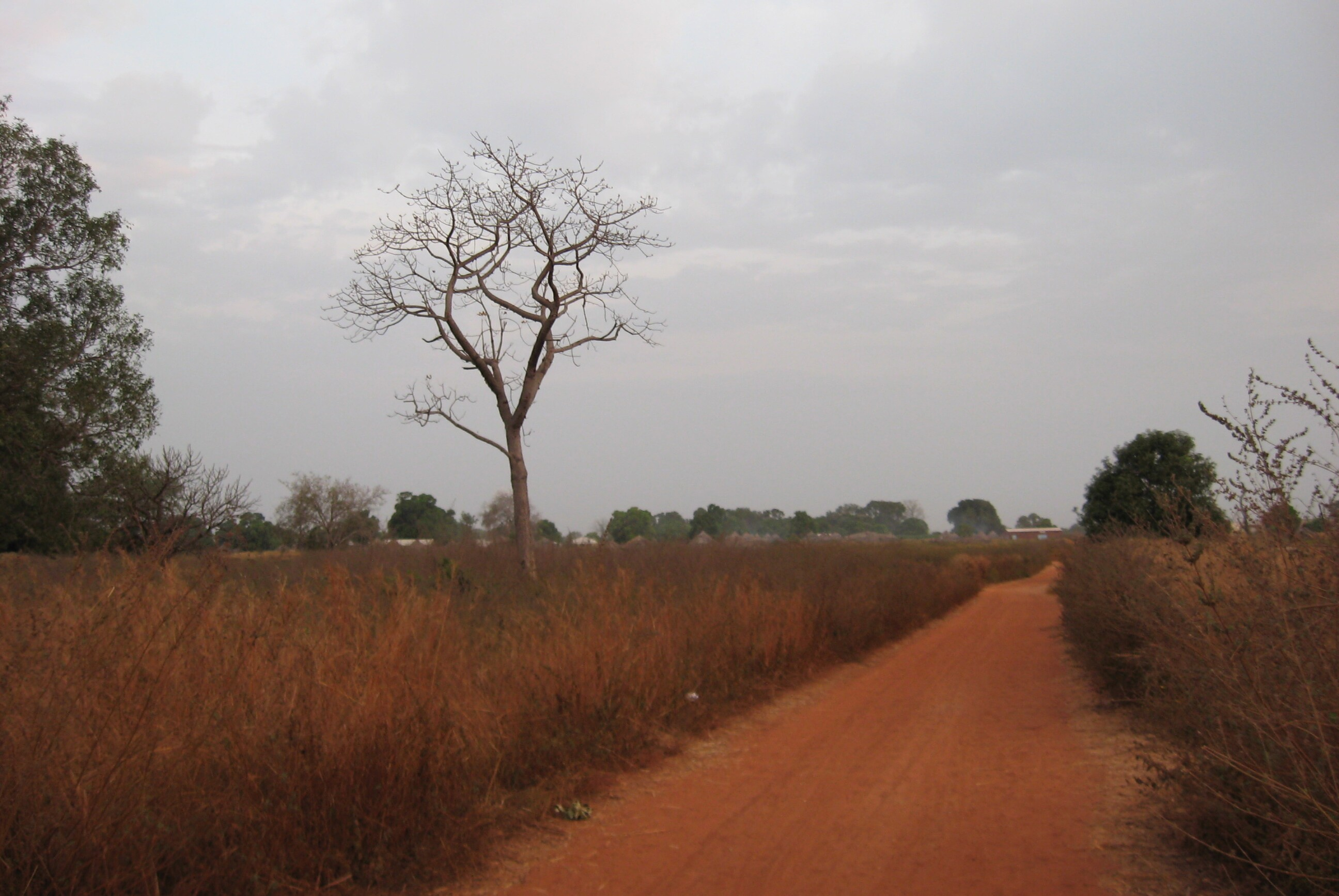
Camino de laterita en Casamance, Senegal.

La laterita es el suelo propio de las regiones cálidas, caracterizado por la pobreza en sílice y su elevada cantidad de hierro, alúmina y/u otros minerales. Las costras lateríticas se deben a la meteorización de la capa superficial del suelo, es decir, a la acción in situ de los agentes meteorológicos (lluvia, insolación, viento, acción de los seres vivos, etc.).

## Origen del concepto
Francis Buchanan-Hamilton acuñó el nombre "laterita" para describir una formación geológica en Kerala, en la India, descrita inicialmente por él en 1807. Aunque en su descripción inicial Buchanan-Hamilton no utilizó la palabra, más tarde adoptó la palabra laterita, proveniente del latín later, que significa ladrillo, para designar a la laterita, ya que esta puede fácilmente ser cortada en forma de ladrillo, para su uso en la construcción. La palabra se ha usado para definir horizontes de suelo variable cementados y ricos en sesquióxidos. También se ha utilizado para denominar cualquier suelo rojizo en o cerca de la superficie terrestre. Científicos como M.F. Thomas, G. Taylor y R.A. Eggleton recomiendan denominar ferricreto a las capas endurecidas superiores de los perfiles lateríticos para evitar confusión con el concepto original que refiere a un regolito blando.

## Distribución geográfica
Yves Tardy, del Institut National Polytechnique de Toulouse y del Centre National de la Recherche Scientifique calculó que las lateritas cubren aproximadamente un tercio de la superficie terrestre continental. Los suelos lateríticos son los subsuelos de las selvas ecuatoriales, de las sabanas de las regiones tropicales húmedas, y de las estepas del Sahel. Las lateritas cubren la mayor parte de las tierras situadas entre los trópicos de Cáncer y Capricornio, áreas en estas latitudes que no están cubiertas de laterita incluyen la parte occidental de América del Sur, la porción sudoeste de África, las regiones desérticas del norte y centro de África, la península arábiga y el interior de Australia.
Algunas de las rocas ultramáficas más antiguas y altamente deformadas que han sufrido laterización se encuentran en los complejos escudos precámbricos de Brasil y Australia. Pequeñas y altamente deformadas formaciones intrusivas de tipo Alpino han pasado a formar perfiles de laterita en Guatemala, Colombia, Europa Central, la India y Birmania. Fragmentos de arcos de islas en grandes cabalgamientos del Mesozoico-Cenozoico (251 a 65 millones de años de edad) y zonas de colisión en general han sufrido laterización en Nueva Caledonia, Cuba, Indonesia y las islas Filipinas. Las lateritas reflejan antiguas condiciones atmosféricas, de manera que las lateritas que se encuentran hoy en día en las regiones fuera de la zona intertropical son producto de las antiguas épocas geológicas, cuando esa zona estaba cerca del ecuador. Hoy en día la laterita que yace fuera de los trópicos húmedos es considerada como indicador de cambio climático, de la deriva continental o de una combinación de ambos.[cita requerida]
Las cubiertas de laterita son gruesas en las zonas estables del Escudo de Etiopía occidental, en cratones de América del Sur, y en el Escudo Australiano. En las mesetas de la India central la laterita alcanza un espesor de 30 m. Las lateritas pueden ser blandas y fáciles de romper en trozos más pequeños, o firmes y resistentes. Las rocas de basamento en zonas de lateritas están enterradas bajo la gruesa capa de material degradado y rara vez se hallan expuestas en la superficie. Los suelos lateríticos constituyen normalmente la parte más alta de una cubierta de laterita.

## Formación de laterita

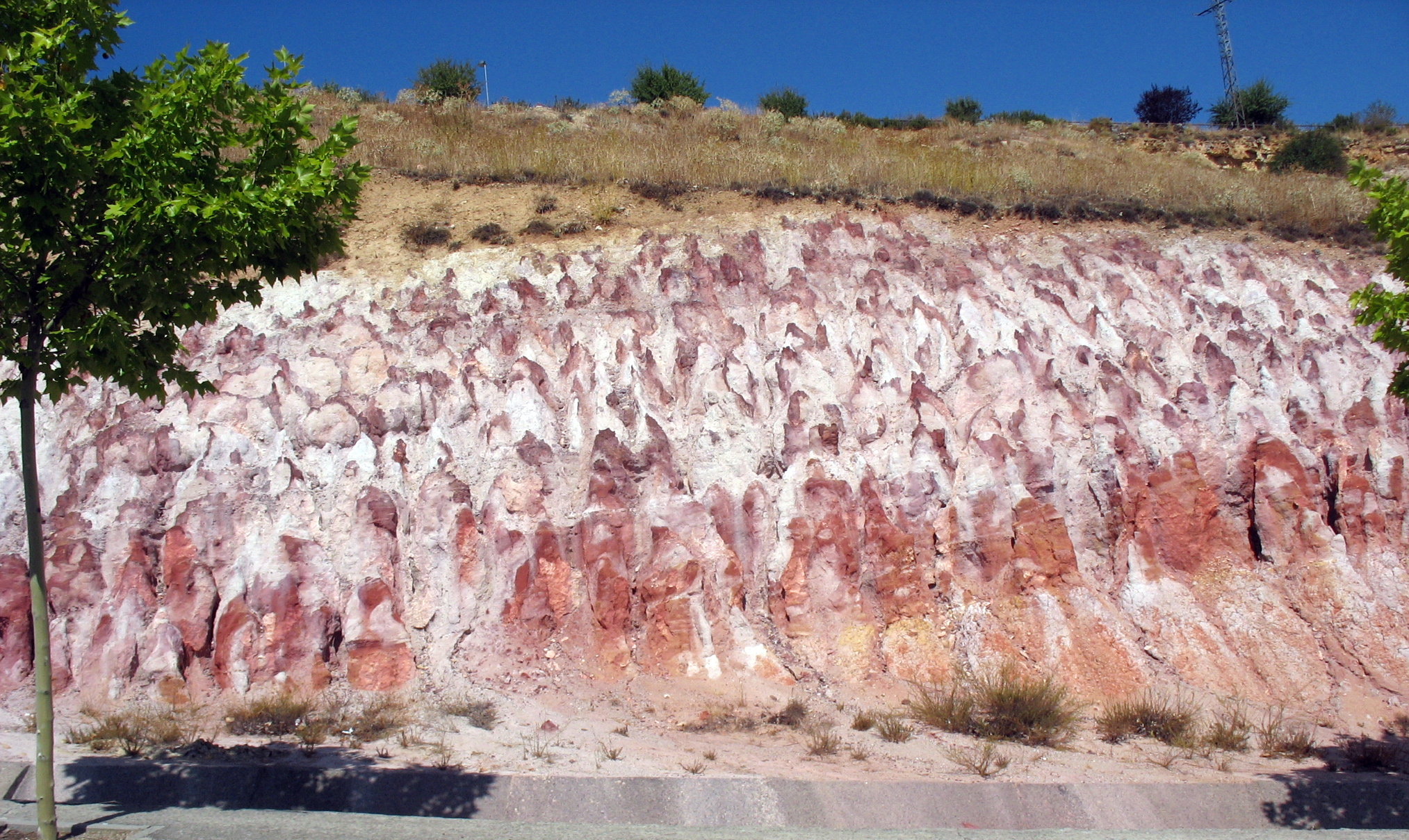
Sección de un paleosuelo laterítico ferruginoso en el Cretácico superior en facies Utrillas, cerca de Segovia (España).

La meteorización tropical (laterización) es un prolongado proceso de meteorización química donde los suelos y regolitos resultantes varían en grosor, química y mineralogía. Los productos iniciales de la meteorización son rocas esencialmente caolinitizadas llamadas saprolitas. Un período de laterización se extendió desde aproximadamente mediados del período Terciario a mediados del Cuaternario (35 a 1,5 millones de años atrás). Análisis estadísticos muestran que la transición en los niveles medios y la varianza de 18O durante la mitad del Pleistoceno fue abrupta. Este cambio brusco fue global y representa principalmente a un aumento de la masa de hielo coincidiendo casi al mismo tiempo con una disminución brusca de las temperaturas superficiales de los océanos. Estos dos cambios indican un enfriamiento global repentino. La tasa de laterización habría disminuido con el enfriamiento brusco de la tierra. La meteorización en los climas tropicales continúa hasta nuestros días una tasa reducida.
Las lateritas se forman a partir de la lixiviación de rocas madres que pueden ser sedimentarias, metamórficas; ígneas o proto-menas. Dicha lixiviación va dejando en el residuo los iones más insolubles que son predominantemente el hierro y aluminio. El mecanismo de lixiviación sigue los siguientes pasos: 1) ácidos disuelven la estructura cristalina de un mineral determinado del material padre, 2) esto es seguido por la hidrólisis y precipitación de óxidos insolubles y sulfatos de hierro, aluminio y sílice. Todo esto bajo en condiciones de alta temperatura de un clima monzónico subtropical húmedo. Una característica esencial para la formación de laterita es la repetición de las estaciones húmedas y secas. Las rocas son lixiviados por el agua de lluvia que se filtra durante la temporada de lluvias;. la solución resultante que contiene los iones lixiviados es llevada a la superficie por la acción capilar durante la estación seca. Estos iones forman sales que se secan en la superficie. Dichas sales son lavadas durante la próxima temporada de lluvias. La formación de laterita se ve favorecida en zonas de relieve atenuado como suaves crestas y mesetas que evitan la erosión de material superficial.: 4  Durante la formación de lateritas existe una zona de reacción en donde las rocas están en contacto con agua que abarca el nivel más bajo al más alto en el que fluctúa el nivel freático. Esta zona de reacción se agota progresivamente de los iones fácilmente lixiviados de sodio, potasio, calcio y magnesio. Una solución con estos iones puede tener el pH adecuado para disolver preferentemente óxido de silicio en lugar de los óxidos de aluminio y óxidos de hierro.
Las composiciones mineralógicas y químicas de las lateritas dependen de las rocas padres. Las lateritas consisten principalmente de cuarzo, circón, y óxidos de titanio, hierro, estaño, aluminio y manganeso, que van permaneciendo durante el curso de la meteorización. El cuarzo es el mineral más residual más abundante de las rocas padres. La composición de la laterita varía significativamente en función de su ubicación, el clima y la profundidad. Los minerales principales que albergan níquel y cobalto pueden ser tanto óxidos de hierro, minerales de la arcilla u óxidos de manganeso. Los óxidos de hierro derivan de rocas ígneas máficas y otras rocas ricas en hierro;. bauxitas derivan de roca ígnea granítica y otras rocas pobres en hierro. Las lateritas de níquel se producen en zonas de la tierra donde rocas ultramáficas (que contienen minerales ferromagnésicos como olivino, piroxeno y anfíbol) han experimentado meteorización bajo clima tropical por tiempos prolongados.